# إيوان فرانكل
إيوان فرانكل (بالهولندية: Iwan Fränkel)‏ هو لاعب كرة قدم هولندي في مركز الوسط، ولد في 19 يناير 1941 في باراماريبو في سورينام، وتوفي في 6 ديسمبر 2019. شارك مع منتخب سورينام لكرة القدم. أما مع النوادي، فقد لعب مع أمستردام الأزرق والأبيض ورويال أنتويرب وشفارز فيس إسين.